# رودلف هورفاث (لاعب كرة قدم)
رودلف هورفاث (بالألمانية: Rudolf Horvath)‏ هو لاعب كرة قدم نمساوي، ولد في 7 ديسمبر 1947 في Nikitsch ‏ في النمسا. شارك مع منتخب النمسا لكرة القدم. أما مع النوادي، فقد لعب مع نادي ريد بل سالزبورغ ونادي لينز ونادي واكر إنسبروك.

## وصلات خارجية
- رودلف هورفاث على موقع قاعدة بيانات كرة القدم.إي يو (الإنجليزية)
- رودلف هورفاث على موقع ناشيونال فوتبول تيمز (الإنجليزية)
- رودلف هورفاث على موقع عالم كرة القدم.نت (الإنجليزية)